# Karjala Cup 2007
Der Karjala Cup 2006 ist seit 1996 die 11. Austragung des in Finnland stattfindenden Eishockeyturniers. Es ist Teil der Euro Hockey Tour, bei welcher sich die Nationalmannschaften Finnlands, Schwedens, Russlands und Tschechiens messen.

## Spiele
| 8. November 2007 18:15 Uhr | Tschechien n. PS Petr Kumstát (2:35:) Tomáš Rolinek (40:41) Jan Marek (58:09) | 3:2 (1:1, 0:0, 1:0) Spielbericht | Finnland Teemu Aalto (3:55) Janne Pesonen (50:09) | Hartwall Areena, Helsinki Zuschauer: 6.643 |

| 8. November 2007 19:30 Uhr | Russland Sergei Sinowjew (6:49) Alexei Tereschtschenko (13:31) Jewgeni Medwedew (54:00) | 3:1 (2:1, 0:0, 1:0) Spielbericht | Schweden Kenny Jönsson (11:17) | Kinnarps Arena, Jönköping Zuschauer: 7.038 |

| 10. November 2007 18:15 Uhr | Russland Oleg Saprykin (51:11) | 1:2 (0:0, 0:1, 1:1) Spielbericht | Finnland Antti Laaksonen (27:54) Toni Koivisto (41:26) | Hartwall Areena, Helsinki Zuschauer: 11.702 |

| 10. November 2007 14:15 Uhr | Tschechien Leoš Čermák (22:04) Tomáš Rolinek (45:41) | 2:4 (0:1, 1:1, 1:2) Spielbericht | Schweden Tony Mårtensson (8:18) Andreas Holmqvist (33:57) Tony Mårtensson (42:54) Christian Berglund (56:19) | Hartwall Areena, Helsinki Zuschauer: 7.105 |

| 11. November 2007 18:15 Uhr | Schweden Nils Ekman (43:43) | 1:0 (0:0, 0:0, 1:0) Spielbericht | Finnland | Hartwall Areena, Helsinki Zuschauer: 10.011 |

| 11. November 2007 14:15 Uhr | Tschechien Zbyněk Irgl (36:57) | 1:4 (0:1, 1:1, 0:2) Spielbericht | Russland Fjodor Fjodorow (0:.46) Witali Proschkin (20:28) Timofei Schischkanow (49:10) Konstantin Kornejew (53:30) | Hartwall Areena, Helsinki Zuschauer: 6.159 |

## Abschlusstabelle
| Platz                                                 | Mannschaft     | Spiele | S | S (OT) | N (OT) | N | T    | P |
| ----------------------------------------------------- | -------------- | ------ | - | ------ | ------ | - | ---- | - |
|                                                       | Russland (1)   | 3      | 2 | 0      | 0      | 1 | 8:04 | 6 |
|                                                       | Schweden (1)   | 3      | 2 | 0      | 0      | 1 | 6:05 | 6 |
|                                                       | Tschechien (1) | 3      | 1 | 0      | 0      | 2 | 6:10 | 3 |
| 4.                                                    | Finnland (1)   | 3      | 1 | 0      | 0      | 2 | 4:05 | 3 |
| (1) Bei Punktgleichheit zählte der direkte Vergleich. |                |        |   |        |        |   |      |   |